# Милена Јовашевић
Милена Јовашевић (Београд, 20. јуна 1991) српска је глумица. Хонорарна је чланица ансамбла Краљевачког позоришта.
Глуму је дипломирала на Академији лепих уметности, у класи професора Небојше Брадића.

## Позоришне представе
- Вина и пингвина
- Заборавни Деда Мраз
- Ивица и Марица
- Љубичаста бајка
- Новогодишња чуда
- Опомена[3]
- Пиџама за шесторо
- Последња пловидба Риге од Фере[4]
- Ружно паче
- Следећи идиот
- У гостима код Деда Мраза